# Echium wildpretii subsp. wildpretii
Echium wildpretii subsp. wildpretii is een tweejarige plant uit de ruwbladigenfamilie (Boraginaceae), die endemisch is op het Canarische eiland Tenerife.
Het is de nominaat (de ondersoort die de naam van de soort draagt) van Echium wildpretii.

## Naamgeving enetymologie
- Engels: Red Taginaste, Tower of Jewels, Red bugloss, Tenerife bugloss, Mount Teide bugloss
- Spaans: Tajinaste rojo

De naam Echium is afgeleid van het Oudgriekse woord ἔχις (echis) = adder of gifslang. Zie daarvoor het artikel over Echium. De soortaanduiding wildpretii is een eerbetoon aan de Zwitserse botanicus Hermann Wildpret (1834-1908), voormalig verantwoordelijke voor de Jardín de Aclimatación de La Orotava, een botanische tuin in Puerto de la Cruz op Tenerife.

## Kenmerken
Het is een tweejarige plant. Het eerste jaar ontwikkelt de plant een dicht bladrozet van langs beide zijden zilverkleurig behaarde, lancet- tot lijnlancetvormige bladeren. In het tweede jaar ontstaan de 1 tot 3 m lange, kegelvormige bloemtrossen, met honderden trechtervormige, koraalrode bloemen. De plant sterft af na de bloei, waarbij massaal zaden worden verspreid.
De plant verschilt van de ondersoort Echium wildpretii subsp. trichosiphon van het buureiland La Palma door de kleur van de bloemen, dier eerder rood zijn dan roze, en door de vorm van de bloemtros, spits kegelvormig in plaats van stomp cilindrisch.
De plant bloeit in het late voorjaar en de vroege zomer.

## Habitaten verspreiding
De plant is vrij algemeen op de droge en voedselarme vulkaanbodem in de subalpiene zone (van 1800 tot 2300 m hoogte) van de Pico del Teide op het Canarische eiland Tenerife.
... · 
E. aculeatum · 
E. brevirame · 
E. candicans · 
E. creticum · 
E. gentianoides · 
E. hypertropicum · 
E. nervosum · 
E. pininana · 
E. plantagineum · 
E. sabulicola · 
E. simplex · 
E. virescens · 
E. vulgare (Slangenkruid) · 
E. webbii · 
E. wildpretii · 
E. wildpretii subsp. trichosiphon · 
E. wildpretii subsp. wildpretii · 
...